# Дмитриј Орлов
Дмитриј Владимирович Орлов (рус. Дми́трий Влади́мирович Орло́в; 23. јул 1991, Новокузњецк, Совјетски Савез) професионални је руски хокејаш на леду који игра на позицији одбрамбеног играча.
Тренутно игра за екипу Вашингтон Капиталси из главног града Сједињених Држава Вашингтона у Националној хокејашкој лиги (од 2011).
Играчку каријеру започео је у резервном саставу екипе Металурга из Новокузњецка у сезони 2007/08, а повремено је наступао и за омладински погон тима Кузњецке медведе.
На драфту НХЛ лиге 2009. изабран је као 55. пик у другој рунди од стране Вашингтон Капиталса са којим је потписао професионални трогодишњи уговор у марту 2011. године. Након одласка у Америку 2010. наступао је за филијалу Капиталса Херши берсе (укључујући и локаут у сезони 2012/13). Исте године, 21. новембра дебитовао је у НХЛ-у, у утакмици против Финикса, док је први погодак у истом такмичењу постигао у утакмици са екипом Харикенса 15. јануара 2012. (био је то уједно и победнички погодак, Капиталси славили са 2:1).
Са сениорском репрезентацијом Русије освојио је титулу светског првака на Светском првенству 2014. у Минску. На том првенству одиграо је три утакмице и остварио учинак од једне асистенције. Пре тога је на светском првенству играча до 20 година такође освојио златну медаљу, а уврштен је и у идеалну поставу првенства. 